# 久保円華
久保 円華（くぼ まどか、1991年12月13日 - ）は、セント・フォース所属のフリーアナウンサー。

## 人物
沖縄県出身で大阪府で育つ。身長158cm。妹はフリーアナウンサーの久保朱莉。
幼少期からサッカー、ソフトボール、ハンドボール、ダンスなどのスポーツをプレイし、大阪府立北野高等学校時代はハンドボール部で活動し、「先輩の引退試合で自分が故障して役に立てなかったことに泣いた」と語る運動少女であった。
沖縄の祖父母から沖縄戦の話やアメリカ合衆国のことなどを聞かされたりしたこともあって外国文化に興味を持つようになり、神戸大学国際文化学部国際文化学科を進学先に選んだという。大学3年から4年にかけて欧州連合（EU）本部があるベルギーのルーヴェン・カトリック大学（KU Leuven）に交換留学生として赴き、1年間学んだ経験も持つ。また大学時代にはテレビ朝日アスクに通っていた。
2015年、大学卒業後にテレビ高知にアナウンサーとして入社し、主にニュース番組や情報番組に出演した。特に入社1年目の秋には情報番組『テレっちのたまご』に起用されたり、3年目の2017年にはプロ野球独立リーグ・四国アイランドリーグplusの試合で始球式とダンスを披露した。また高知県警察本部の『110番の日』イベントでは高知県内のテレビ各社の女性アナウンサーと共に「一日通信指令課長」を務めるなど幅広く活動した。
2018年9月に同社を退職し、セント・フォースに所属した。
2019年4月よりセント・フォースから出向という形で、北川彩と共に静岡朝日テレビの契約アナウンサーとして活動を再開した。2020年1月6日より広瀬麻知子の退職にともなう降板を受け、『とびっきり!しずおか 静岡のニュース』のキャスターを担当した。2024年3月をもって、静岡朝日テレビへの出向を終了した。

## 担当番組
- フリー時代

TBS NEWS（2025年7月 - ）
- 静岡朝日テレビ

とびっきり!しずおか 静岡のニュース（キャスター、2020年1月6日 - 2024年3月）
とびっきり!しずおか 土曜版（MC）
- テレビ高知

テレっちのたまご（2015年10月25日 - 2017年12月22日）
イブニングKOCHI（2015年6月 - 2018年9月28日）
KUTVニュース